# Erwin Reiter

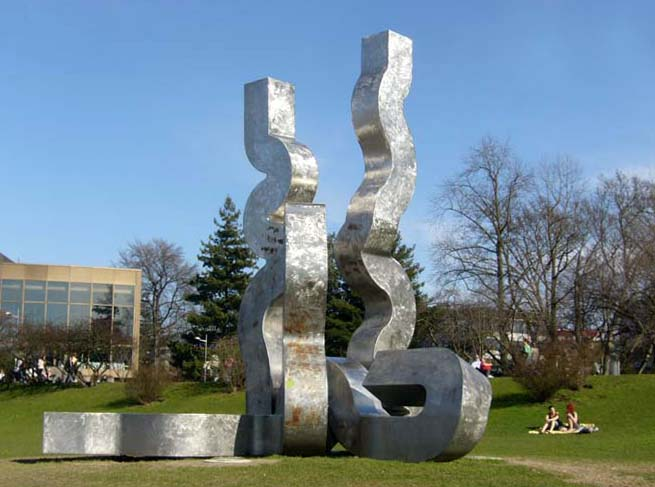
Erwin Reiters Plastik Strömung an der Linzer Donaulände, Forum Metall

Erwin Reiter (* 25. September 1933 in Julbach, Oberösterreich; † 19. Dezember 2015) war ein österreichischer Bildhauer und Maler.

## Leben
Erwin Reiter besuchte von 1949 bis 1953 die Holzfachschule Hallstatt in Hallstatt und studierte dann an der Akademie der bildenden Künste Wien bei Fritz Wotruba, zu dessen Mitarbeiter er 1964 wurde. 1959 heiratete er die Textilkünstlerin Edda Seidl-Reiter, gemeinsam bekamen sie zwei Töchter. 1968 wurde Reiter Lehrbeauftragter an der Akademie der bildenden Künste Wien bei Wander Bertoni. Erwin Reiter zählte auch zum Kreis jener Künstler, die von Otto Mauer mit der Galerie nächst St. Stefan gefördert und deren Werke für die Sammlung angekauft wurden. 1973 erhielt er die Professur für Bildhauerei an der Hochschule für Gestaltung in Linz, an der er bis zu seiner Emeritierung im Jahr 2001 die Meisterklasse für Bildhauerei leitete. Reiter war ein Mitbegründer der Schulgalerie OÖ und des Vereins Kunst Julbach. Er war Ehrenmitglied der Deutschsprachigen Gesellschaft für Psychopathologie des Ausdrucks (DGPA). Er lebte und arbeitete in Wien und Oberösterreich und war u. a. Mitglied beim Kunstforum Salzkammergut.

## Werk

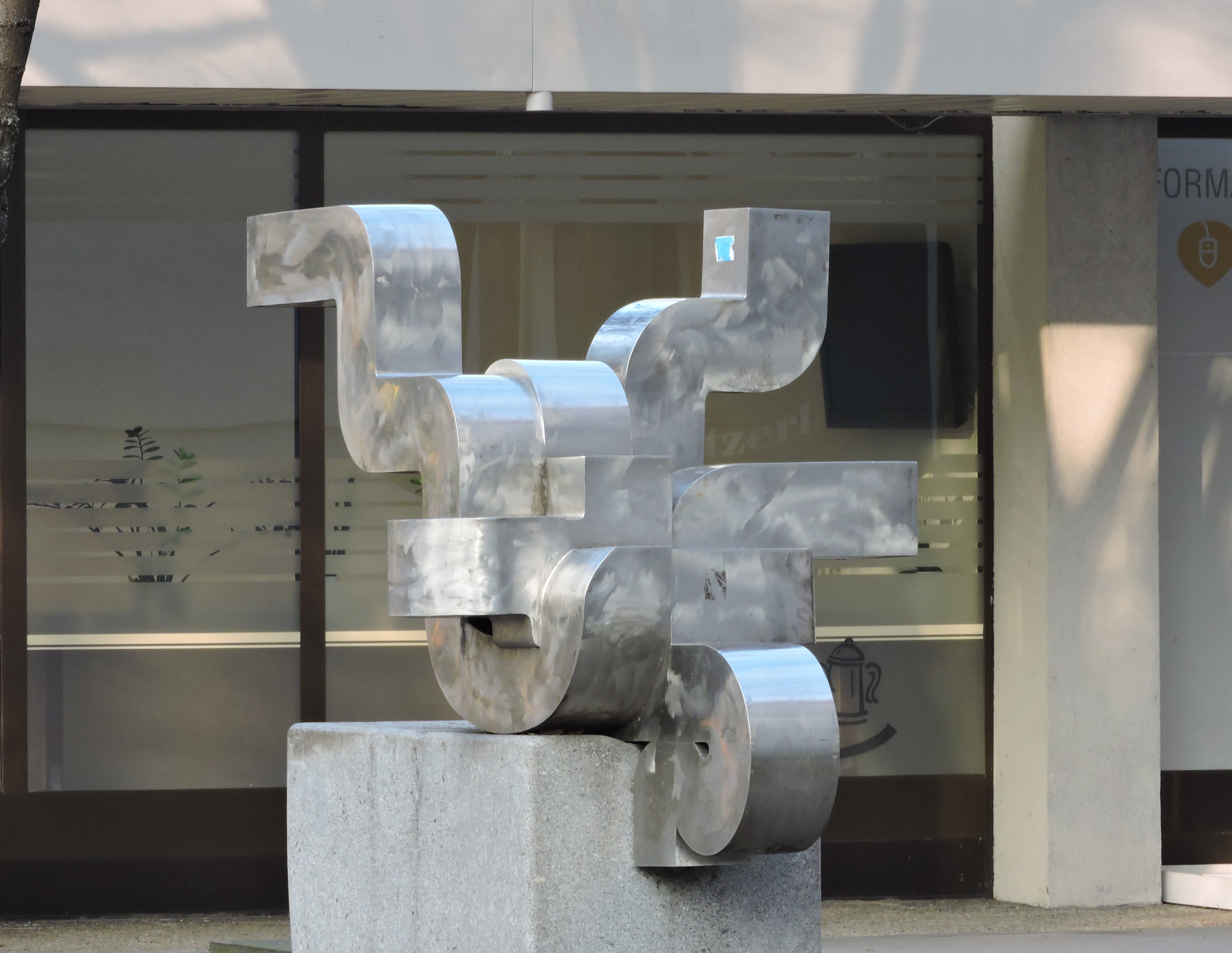
Plastik Stürzender Astronaut im Dr. Franz Koch-Hof, Wien 21.

Charakteristisch für Erwin Reiters Arbeiten ist die Welle bzw. Strömung, die all seine Figuren sowohl im Bild als auch in der Plastik (meist aus Chrom-Nickelstahl) formt. „Strömung“ ist auch der Name jener Figur, die seit dem „Forum Metall“ im Jahr 1977 am Linzer Donauufer steht und ein häufig verwendetes Motiv auf vielen Linzer Postkarten darstellt. Außerhalb von Ausstellungs-, Museums- und Sammlerräumen stehen seine Werke an der Salzburger Autobahnabfahrt Schwarzach, an der Einfahrt des Ortes Kollerschlag, sowie in Form von Brunnenarbeiten in Julbach und bei der Salzburg AG für Energie, Verkehr und Telekommunikation. Weiters befindet sich in Julbach ein frei zugängliches „Freilichtmuseum“, ein Platz, auf dem vor allem die Arbeiten zum „Platz der Menschheit (Plaza)“ sowie zum Thema „Hukepak“ besichtigt werden können. Bilder zum Thema „Guantanamo“ waren in der Serie Soko Donau zu sehen.

## Preise und Auszeichnungen
- 1957: Silberne Füger-Medaille
- 1958: Goldene Füger-Medaille
- 1964: Erster Preis für Bildhauerei beim Wettbewerb Geist und Form
- 1987: Preis der Stadt Wien für Bildende Kunst
- 1998: Heinrich-Gleißner-Preis[2]
- 1999: Kulturpreis des Landes Oberösterreich

Reiter gründete 1997 mit seiner Frau Edda Seidl-Reiter den St.-Anna-Preis, der an Personen aus Oberösterreich, Bayern oder Tschechien verliehen wurde, die sich besonders für die Kunst in diesen Landesteilen eingesetzt haben.

## Ausstellungen
Zahlreiche Ausstellungen im In- und Ausland (Brasilien, Deutschland, Frankreich, Holland, Italien, Polen, Schweden, Schweiz, Tschechien)

## Bücher
- Werkmonographie Skulpturen. 1948–1980, Hrsg. Erich Gabriel
- Handzeichnungen 1948–1982
- Die Plaza, Entwürfe, Skizze und Modelle 1985–1989
- Meisterklasse Bildhauerei: Erwin Reiter und Schule 1973–2001
- Viaggio Nell’Urbano, Edition Grenzgänger, Folge 30